# Wolfgang Holzmair
Wolfgang Holzmair (Vöcklabruck, Austria, 1952) es un barítono austríaco.
Estudió en la Academia de Viena con Hilde Rössel-Majdan y Erik Werba ganando premios en la competencia Hertogenbosch International Vocal Competition en 1981 y en 1982 en la Musikverein International Lieder Competition Viena. 
Miembro estable de las compañías de Berna y Gelsenkirchen entre 1983-1988, donde interpretó, entre otras obras, Pelléas et Mélisande y Così fan tutte (encarnó al personaje de Don Alfonso).
Su carrera internacional fue lanzada después de un recital en el Wigmore Hall; con incursiones en el repertorio tradicional e inusual como las obras prohibidas por los nazis (Entartete Kunst) de Hanns Eisler, Franz Mittler, Eric Zeisl y Ernst Krenek
Enseña desde 1998 en el Mozarteum de Salzburgo. En 2008 fue nombrado miembro del Royal College of Music. 

## Discografía
- Alma Mahler, Clara Schumann - Lieder by women composers, vol. 1 R.
- Hugo Wolf - Goethe Lieder - T.Palm
- Felix Mendelssohn Bartholdy -Songs A.Wagner
- Schumann/Wolf/Rimsky-Korsakow u.a. Selected songs on poems by Lord George G. Byron
- Johannes Brahms - Die schöne Magelone - Gerard Wyss
- Hanns Eisler - Lieder on poems by Heine, Lenau and Geibel Koch 3-1322-2
- Franz Schubert - Songs on poems by Johann Mayrhofer - Gerard Wyss
- Franz Schubert -Die Forelle, Trockene Blumen - Gerard Wyss
- Franz Schubert - Songs on poems by Goethe - Gerard Wyss
- Franz Schubert - Die schöne Müllerin - Jörg Demus
- Franz Schubert - Schwanengesang - I.Cooper Philips
- Franz Schubert - Winterreise - I.Cooper Philips
- Franz Schubert - Die schöne Müllerin - I.Cooper Philips
- Mozart/Haydn/Beethoven - An die ferne Geliebte, English canzonettas and selected songs - I. Cooper Philips
- Robert Schumann - Dichterliebe, Liederkreis op. 24 - I. Cooper Philips
- Robert Schumann- Songs on poems by Heine, Lenau and Geibel D. Levy
- Robert und Clara Schumann - Kerner Lieder, ausgewählte Lieder - I.Cooper Philips
- Mendelssohn/Schumann/Pfitzner/Wolf/Reimann - Eichendorff-Lieder - I.Cooper Philips